# Kimi Räikkönen
Kimi-Matias Räikkönen (Espoo, 17 d'octubre de 1979) és un pilot finès de Fórmula 1, campió del món de l'any 2007 i dues vegades subcampió del món (anys 2003 i 2005). Després de passar pel Campionat del Món de Ral·lis amb l'equip filial de Citroën, el Citroën Junior Team, a la temporada 2012 va tornar a la Fórmula 1 al volant d'un Lotus Renault. En l'actualitat és pilot de l'equip Alfa Romeo.

## Inicis
El 2000, va participar en el campionat Renault britànic on va guanyar el títol amb facilitat després d'aconseguir set victòries en deu curses, tot i que va pujar al podi en totes i, a més a més, va fer set poles i sis voltes ràpides. Durant l'any 2000 també va competir en la Fórmula Renault, on va aconseguir dues victòries, dues poles i dues voltes ràpides. De les 23 curses en les quals havia participat, Kimi havia aconseguit un percentatge de victòries superior al 50 per cent, una notícia que va arribar fins a Peter Sauber.

## Sauber (2001)
Peter Sauber es va mostrar molt sorprès amb la trajectòria de Kimi i després de diversos tests i proves l'escuderia suïssa va decidir contractar-lo per al campionat de l'any 2001. La carrera de Räikkönen a la F1 va començar al Gran Premi d'Austràlia de 2001, en el qual va quedar sisè. En la seva temporada de debut va obtenir uns bons resultats (9 punts) i juntament amb el seu company d'escuderia Nick Heidfeld (12 punts), va ajudar el seu equip a aconseguir la quarta posició general en el campionat de constructors, el millor resultat de la seva història. La seva gran actuació no va passar inadvertida i McLaren el va contractar per substituir el finès Mika Häkkinen, que es va retirar al final de l'any 2001.

## McLaren-Mercedes (2002-2006)

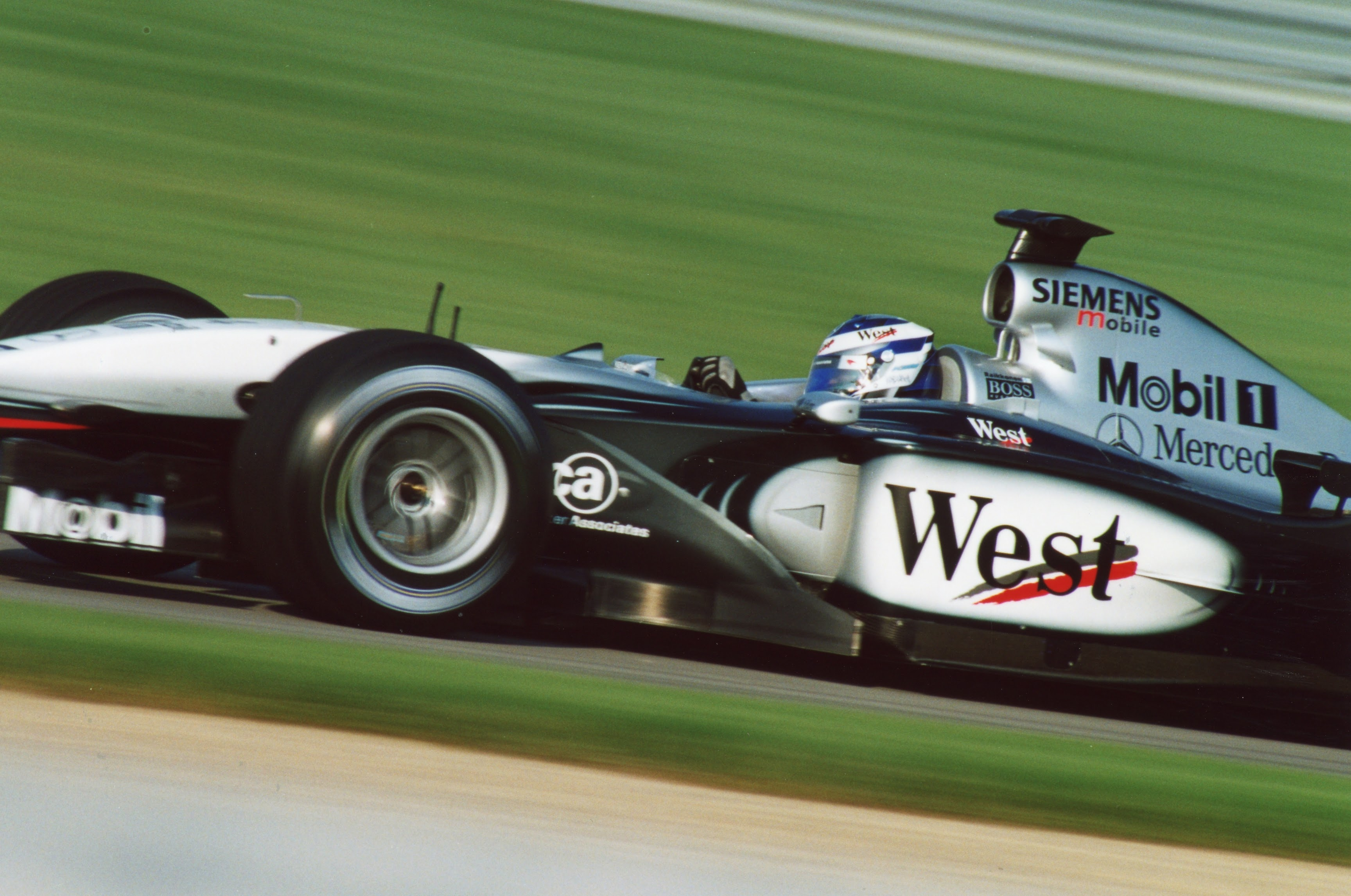
Kimi Räikkönen al Gran Premi dels Estats Units de 2002.

En la primera temporada a l'escuderia anglesa Kimi va quedar sisè aconseguint 24 punts i quatre podis (GP d'Austràlia, GP d'Europa, GP dels Estats Units i GP del Japó), finalitzant la temporada just per darrere del seu company d'equip David Coulthard i deixant la seva escuderia en la tercera posició del campionat de constructors.
La temporada de 2003 va ser una autèntica revelació, en la qual després de lluitar cara a cara amb el llavors pentacampió del món Michael Schumacher, va quedar a tan sols dos punts de l'alemany (91 punts) i es va proclamar subcampió del món. En aquest mundial va guanyar el primer gran premi de la seva trajectòria a Malàisia i va aconseguir un total de 10 podis. La seva escuderia, McLaren, va acabar en tercer lloc, també a dos punts de la segona, Williams.
La temporada 2004 de Fórmula 1 va resultar menys profitosa per a Räikkönen que, degut als forts problemes de fiabilitat dels seus cotxes, només va poder ser setè (45 punts) i aconseguir quatre podis. L'equip McLaren va quedar cinquè en el Campionat de Constructors dada que confirma la seva mala temporada.
Amb la temporada 2005, Kimi va ressorgir i es va proclamar de nou subcampió després d'una dura competició contra l'espanyol Fernando Alonso, el qual va guanyar el campionat amb 21 punts d'avantatge a Räikkönen. El pilot finès va guanyar set grans premis (Gran Premi d'Espanya, Gran Premi de Mònaco, Gran Premi del Canadà, Gran Premi d'Hongria, Gran Premi de Turquia, Gran Premi de Bèlgica i Gran Premi del Japó). Així, tot i conduir un cotxe més potent que el Renault de l'espanyol per culpa de la falta de fiabilitat del seu cotxe (va tenir problemes de fiabilitat reiteradament durant la temporada) va perdre el campionat. La derrota però va ser estranya, ja que Kimi va igualar el rècord d'Alain Prost de ser el pilot amb més victòries en una temporada sense proclamar-se campió del món. Tampoc McLaren (que havia contractat com a segon pilot al colombià Juan Pablo Montoya) va aconseguir el campionat de constructors que va perdre en l'última cursa i va quedar a 9 punts de l'escuderia francesa Renault.
Després de la seva victòria en el Gran Premi de Turquia la premsa alemanya va afirmar que per a la temporada 2007 el finlandès ja havia signat un contracte amb l'equip Ferrari per a substituir Michael Schumacher. Aquesta informació havia estat negada per Kimi que deia que era tan sols era un rumor creat per la premsa, sobretot a causa de la falta de notícies i a les especulacions que obria l'anunci de McLaren de fitxar com a pilot al seu màxim contrincant durant el 2005, l'espanyol Fernando Alonso.

## Ferrari (2007-2009)

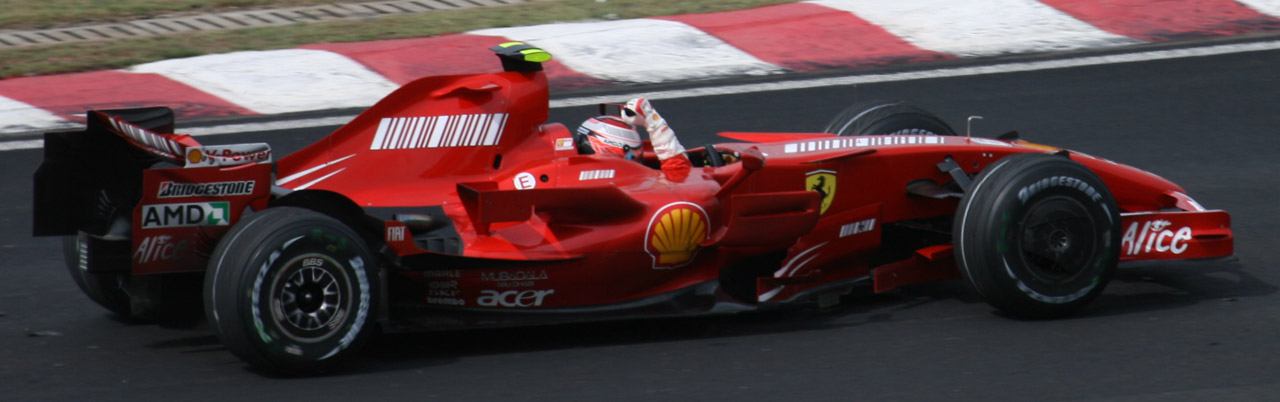
Raikkonen celebrant la victòria al Gran Premi del Brasil 2007.

Finalment la informació va esdevenir certa i Kimi serà pilot titular de la Scuderia l'any 2007. L'anunci del seu fitxatge es va fer a final de 2006, poc després de l'anunci de la retirada de Michael Schumacher. Els principals avaladors del seu fitxatge per la Scuderia van ser Jean Todt i Michael Schumacher convençuts que el finès aleshores era el pilot més ràpid del paddock i que pot lluitar per al campionat de l'any 2007.
En la seva primera cursa a la Scuderia el finlandès va aconseguir la pole i va guanyar. Tanmateix, va tenir dificultats per adaptar-se als pneumàtics de la marca Bridgestone, i no va tornar a guanyar fins al Gran Premi de França. Al Gran Premi de Gran Bretanya, Silverstone, va tornar a guanyar.
Finalment, després d'una temporada en la qual sempre va anar darrere dels McLaren de Lewis Hamilton i Fernando Alonso, arribaria a l'últim gran premi de l'any, el Gran Premi de Brasil amb possibilitats de ser campió del món en guanyar el Gran Premi de la Xina. Les seves possibilitats passaven per guanyar la cursa, que Alonso quedés com a mínim tercer i Hamilton cinquè. Després d'un sortida accidentada on Hamilton se surt de la pista, el pilot anglès té problemes hidràulics i retrocedeix fins a la 18a posició, mentre que Räikkönen supera el seu company Felipe Massa i s'allunyà d'Alonso que és tercer. En acabar la cursa, Alonso és 3r i Hamilton 7è, pel que Räikkönen esdevé campió del món per primer cop.
La temporada del 2008 va optar al campionat fins a la meitat del calendari, però una dolenta segona meitat va fer que al final quedés tercer en un campionat que va guanyar Hamilton en una agònica cursa amb Felipe Massa, que per unes voltes va ser el campio provisional. L'any següent, 2009, Kimi finalitzà el campionat en 6a posició, aconseguint una única victòria en el Gran Premi de Bèlgica, això no obstant, abans de finalitzar la temporada, Ferrari anuncià que els seus pilots per la següent serien Felipe Massa i Fernando Alonso, de manera que Räikkönen es quedà sense equip per la temporada 2010, i per això decidí de prendre's un any sabàtic de la Fórmula 1 i provar sort al Campionat del Món de Ral·lis amb el Citroën Junior Team.

## Citroën Junior Team i Ice 1 Racing (2010-2011)
Després de quedar-se sense equip de Fórmula 1 per la temporada 2010, Kimi decideix participar en el Campionat Mundial de Ral·lis amb l'equip Citroën Junior Team, el filial del Citroën World Rally Team. Räikkönen ja havia pres part anteriorment la temporada 2009 del Ral·li de Finlàndia amb un Fiat Grande Punto S2000 amb el qual abandonà la prova.
La temporada 2011 participa de nou al Campionat Mundial de Ral·lis, en aquesta ocasió amb l'equip propi Ice 1 Racing, també sota tutela de Citroën.

## Lotus Renault (2012)
L'any 2012 va tornar a la Fórmula 1 per disputar la Temporada 2012 de Fórmula 1 amb l'escuderia Lotus Renault.

## El retorn a Ferrari (2014-2018)
El pilot finès torna com a segon pilot a l'escuderia italiana el 2014 i després de la marxa de Felipe Massa.

## Alfa Romeo (2019 - Actualitat)
Kimi torna el 2019 a l'escuderia que el va impulsar als seus inicis, Alfa Romeo Sauber, després d'una operació on el pilot de la temporada 2018, Charles Leclerc, deixa Ferrari i el pilot finès fitxa per l'escuderia Suïssa.